# 魏特曼湖
48°17′13.48″N 10°57′2.24″E / 48.2870778°N 10.9506222°E
魏特曼湖（德語：Weitmannsee），是德國的湖泊，位於該國東南部，由巴伐利亞負責管轄，長1.2公里、寬0.3公里，面積0.33平方公里，海拔高度501米，平均水深2米，最大水深6米，湖水主要來自地下水和降雨。